# Schlagwerk (Uhr)

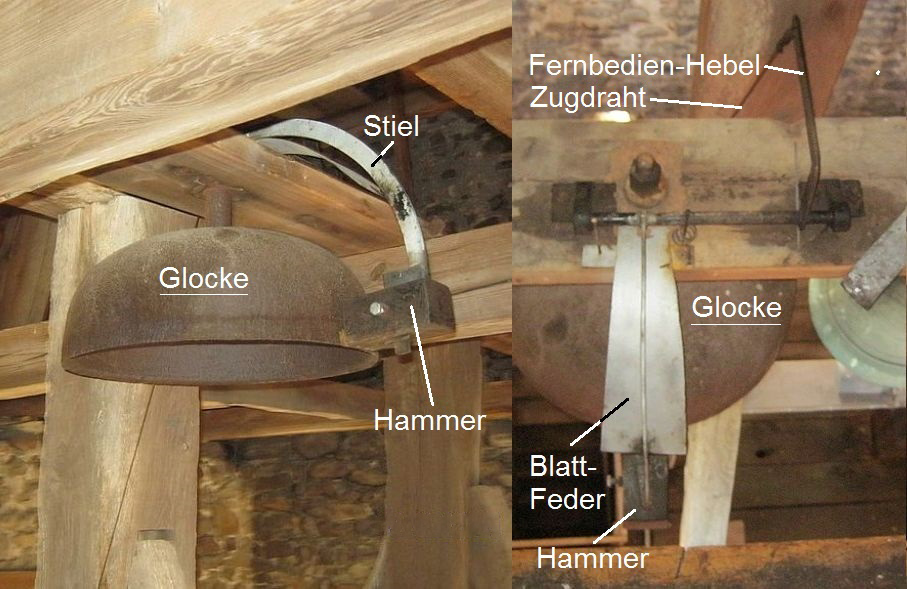
Ein „Frühes Hammerwerk“ von 1906: Turmuhrenschlag auf eine entfernt vom Schlagwerk angebrachte Glocke; Schlagübertragung mittels Zugdraht an einen auf der Hammerdrehachse angebrachten Hebel; der Hammerstiel ist biegesteif;
die hier sichtbare Prellfeder (Blattfeder) gestattet Einzelschlag (oder 2–12 ×) und verhindert jeweils falschen Nachschlag an die Glocke

Das Schlagwerk ist ein selbstständiger Mechanismus in einer Räderuhr, von dem aus die Uhrzeit als Uhrschlag durch einen drehbeweglichen und federgedämpften Hammer an eine Glocke angeschlagen wird. Der Schlag erfolgt nach Auslösung des Schlagwerkes durch das Gehwerk automatisch zu festen Zeitpunkten, in der Regel maximal alle viertel Stunde. Bei Schlagwerken mit Repetition wird der zuletzt ausgeführte Schlag auf Anforderung wiederholt. Die aufwendigsten Ausführungen schlagen zusätzlich die inzwischen vergangenen Minuten an (Minutenrepetition).

## Allgemeines
Eine Räderuhr kann mit einem oder mehreren Schlagwerken ausgestattet sein, mit denen eine Vielzahl von Schlagmustern möglich ist. Die folgende Beschreibung enthält nur Beispiele mit einem Schlagwerk und behandelt die grundsätzlichen Funktionen und ihre technischen Lösungen, insbesondere die Konstruktions-Details für die „Warnung“ und die Steuerung der Schlagfolge. Solche Räderuhren sind vorwiegend Pendeluhren (Turm-, Wand-, Stand- und Tischuhren).
Im einfachen Fall werden nur die vollen Stunden angeschlagen: Stunden-Schlag von einmal für 1 Uhr bis zwölfmal für 12 Uhr. Das Schlagwerk kann erweitert sein für die Angabe der halben Stunden (je ein Zwischenschlag) oder sogar der viertel Stunden (einmal für das erste Viertel, zweimal für das zweite Viertel und dreimal für das dritte Viertel). Um Verwechslungen mit dem Schlagen der vollen Stunden 1 Uhr bis 3 Uhr zu vermeiden, werden die viertel Stunden in der Regel auf einen zweiten Klangkörper geschlagen. Der auf einen Klangkörper schlagende Hammer wird von einem Rad mit Stiften (Hebnägelrad) angehoben. Er fällt dann samt Stiel federgedämpft bis zum Klangkörper und erzeugt den Ton. Wenn sich Uhrwerk und Klangkörper (Glocke) nicht am gleichen Ort befinden, wird das Heben des Hebels b (Abb. 1) mit einem Zugdraht zum neben der Glocke befindlichen Hammer übertragen (siehe Hammerwerk und Doppelbild rechts).
Schlagwerke lassen sich grundsätzlich in zwei Gruppen einteilen:
- Rechenschlagwerke und
- Schlossscheibenschlagwerke.

Die Unterscheidung betrifft nur die Steuerung der über einen Schlag hinausgehenden Zahl von Schlägen, denn mindestens ein Schlag (1 Uhr) ist immer erforderlich.
Unter den Rechenschlagwerken gibt es die Klinkenschlagwerke und die Peitschenschlagwerke, die ohne Warnung ausgelöst werden. Bei sehr alten Uhren gibt es auch Schlossscheibenschlagwerke ohne Warnung. Mitunter finden sich auch beide Typen an einer Uhr, etwa wenn der Viertelstundenschlag über eine Schlossscheibe gesteuert wird, das Stundenschlagwerk aber ein Rechenschlagwerk ist.

## Steuerung des ersten Schlages
Die Steuerung des ersten Schlages beim Schlossscheiben-Schlagwerk (siehe unten) für den Anfang einer Schlagfolge 1–12 (bzw. 1–4 Viertelstunden) erfolgt bei der Räderuhr durch Auslösung des Schlagwerkes vom Gehwerk her über einen Fallhebel zur Schlussscheibe (auch Schlossscheibe genannt). Dann wirkt die eben inganggesetzte Schlussscheibe mit dem aufsitzenden Fallhebel-Haken bis zum Ende der Schlagfolge, wobei der Haken in die präzise eingearbeitete Schlussscheiben-Lücke fällt und eine weitere Drehung des Schlagwerks blockiert. Die Steuerung des Schlagendes beim Rechen-Schlagwerk (siehe unten) erfolgt über das in die Staffelscheibe eindringende Messer am Rechen, bis es wieder auf den Scheibenrand zurückgehoben worden ist.
Dem Hebnägelrad folgen im Räderwerk weitere Übersetzungsstufen (siehe Abb. 2). Am Ende befindet sich der Windfang, der eine hohe Drehzahl benötigt, um als aerodynamische Bremse die Geschwindigkeit des ablaufenden Schlagwerkes zu begrenzen. Die beiden Zwischenräder werden zusätzlich zum Auslösen des Schlagwerkes benutzt. Um zeitlich stabil auslösen zu können, gibt es zwei Auslösehebel, der zweite wird vom ersten gestoßen. In der Zeit zwischen dem ersten Kontakt des Arms g mit einem Auslösestift am Minutenrad des Gehwerks (siehe Abb. 3) und seinem Rückfall in die Ruhelage erfolgt ein kurzes Anlaufen (die Warnung) des Schlagwerkes. Das erste Anlaufrad wird bald nach Hebe-Beginn des Arms g vom blockierenden Arm d frei, aber nach kurzem Lauf vom zweiten Anlaufrad und mit ihm das Schlagwerk wieder blockiert. Das zweite Anlaufrad wird nämlich vom Arm h festgehalten. Es wird erst nach dem Rückfall des Arms g wieder frei, wonach der eigentliche Ablauf beginnt. Der schlagartige Rückfall ist ein deutlich eingegrenzter Auslösemoment. Die vorangehende Hebung dauert zu lange, um damit zeitlich stabil auslösen zu können.
Die Zahl der Hebnägel ist so groß wie die Übersetzung vom Hebnägel- aufs erste Anlaufrad. Es erfolgt nur ein Schlag, denn das erste Anlaufrad wird nach einem Umlauf wieder blockiert.
|  |  |  |

## Steuerung mit Schlossscheibe (Schlossscheiben-Schlagwerk)
Die Schlossscheibe befindet sich auf derselben Welle wie das Beisatzrad, dreht sich also nur, wenn das Schlagwerk in Bewegung ist.
Mit ihr wird (wie auch mit der Staffel des Rechenschlagwerks) erreicht, dass das Schlagwerk nach dem Auslösen mehr als einen Schlag machen kann. Sie kann den zweiten Auslösehebel b + d hindern, zusammen mit dem ersten Auslösehebel in die Ruhelage zurückzukehren (siehe Abb. 4). Das ist der Fall, wenn das Messer am Arm K auf den Umfang der Schlossscheibe trifft. Dann dreht das erste Anlaufrad weiter. Es erfolgen weitere Schläge (zweiter bis zwölfter), bis das Messer wieder eine Lücke in der weiter gedrehten Schlossscheibe gefunden hat, der zweite Auslösehebel auch in die Ruhelage zurückgefallen ist.

Abb. 4: Schlossscheiben-Schlagwerk:
Steuerung mit Schlossscheibe und Messer und Herzscheibe

Abb. 5: Schlossscheiben-Schlagwerk:
Schlossscheibe für zusätzlichen Halbstunden-Schlag

Weil die Schlossscheibe Zeit benötigt, sich so weit zu drehen, dass sich das Messer nicht mehr über einer Lücke befindet, ist die „Herzscheibe“ als eine weitere Einrichtung nötig. Sie dreht sich zusammen mit dem ersten Anlaufrad auf derselben Welle. Am verlängerten Hebel d befindet sich der Stift s, der Kontakt mit der Herzscheibe hat. Der zweite Auslösehebel wird von ihr seit der Warnung bis kurz vor das Ende der ersten Umdrehung des ersten Anlaufrades in Freistellung gehalten. Erst ab jetzt braucht die Schlossscheibe für die Freistellung zu sorgen, d. h., dass das Messer nicht mehr in die zur Ruhelage gehörenden Lücke zurückkehren kann. Die Distanz zwischen den Lücken entspricht der Zahl der zusätzlichen Schläge (einer bis elf). Die Erhebung zwischen den beiden Lücken vor 1 Uhr und 2 Uhr entfällt (große Lücke), da bei 1 Uhr nur einmal zu schlagen ist. In einem Zyklus von 12 Stunden werden 78 Schläge ausgeführt. Dabei dreht sich die Schlossscheibe einmal, das erste Anlaufrad 78-mal. Die Schlossscheibe hieß ursprünglich Schlussscheibe, denn sie macht mit ihren Lücken Schluss mit einer Schlagfolge.
Ist das Werk zusätzlich für einen Halbstunden-Schlag vorgesehen (zweiter Stift am Minutenrad, siehe Abb. 3), werden 90 Schläge pro Zyklus ausgeführt. Die Übersetzung von der Schlossscheibe zum ersten Anlaufrad ist größer. Dieses dreht sich jetzt 90-mal pro Zyklus, während sich die Schlossscheibe wie bisher einmal dreht. Die zehn normalen Lücken entsprechen je zwei Schlägen (Halbstunden-Schlag und erster Schlag jeder Vollstunde), die große Lücke zwischen 12 Uhr und 2 Uhr entspricht jetzt vier Schlägen (zwei Halbschläge, ein Schlag für 1 Uhr und der erste Schlag von 2 Uhr). Die Schlossscheibe in Abbildung 5 ist für 90 Schläge geformt. Jeder der 90 Punkte kennzeichnet ein Neunzigstel des Umfangs und die Ausführung eines Schlages.
Das Schlossscheiben-Schlagwerk wird vom Minutenrad des Gehwerks nach jeder Stunde (oder halben Stunde) ausgelöst. Welche Schlagzahl jeweils erfolgt, hängt nur von der momentanen Lage der Schlossscheibe ab. Die Zuordnung zwischen Gehwerk und Schlagwerk einer Räderuhr kann verlorengehen, zum Beispiel wenn der Antrieb des Schlagwerks abgelaufen ist, das Gehwerk aber weiterläuft.

## Steuerung mit Staffel-Scheibe (Rechen-Schlagwerk)
Dass nach dem Auslösen mehr als ein Schlag erfolgen kann, wird beim Rechen-Schlagwerk mit dem Rechen und der Staffel ermöglicht (siehe Abb. 6). Die Staffel-Scheibe sitzt auf dem Stundenrad des Gehwerks, dreht sich folglich im Unterschied zur Schlossscheibe des Schlossscheibenschlagwerks permanent. Damit ist erreicht, dass die gegenseitige Zuordnung von angezeigter und angeschlagener Uhrzeit nicht verlorengehen kann.

Abb. 6: Rechen-Schlagwerk

Abb. 7: Rechen-Schlagwerk: Staffel-Scheibe für Stunden- und Viertel-Schlag

Nach Beginn des eigentlichen Ablaufs erfolgt wie beim Schlossscheiben-Schlagwerk der erste Schlag. Der zweite (bis zwölfte) Schlag kann nur erfolgen, wenn der Rechen gefallen ist und den Auslösehebel d + a des ersten Anlaufrades in Auslösestellung blockiert. Einer entsprechenden Rechen-Lage entspricht das zweithöchste (bis tiefste) Segment der Staffel. Mit dem Schöpfer wird der Rechen bei jeder Drehung um eine Stufe (Zahn) zurück gehoben. In seiner obersten Lage gibt er den Hebel d + a wieder frei. Die passende Zahl der Schläge ist erfolgt, das Schlagwerk ist wieder in Ruhe.
Für zusätzlichen Halbstunden-Schlag wird beispielsweise der Auslösehebel mit dem zweiten Stift am Minutenrad nur so weit bewegt, dass das erste Anlaufrad frei wird, der Rechen aber noch nicht fällt. Für die Ausdehnung auf Viertel-Schlag ist eine zusätzlich geformte Staffel von Vorteil (siehe Abb. 7): Zwischen nacheinander immer tieferen Einschnitten für die zusätzlichen Stunden-Schläge bei 2 Uhr bis 12 Uhr ist die Staffel nicht eingeschnitten (erstes Viertel), gefolgt von einem einfach tiefen (zweites Viertel) und einem doppelt tiefen (drittes Viertel) Einschnitt.

## Schlossscheiben-Schlagwerk
Das Schlossscheiben-Schlagwerk ist die ältere Bauart. Die Steuerung der Schlagfolge geschieht innerhalb dieses Uhrwerkteils. Die akustische Anzeige kann beim Gebrauch der Uhr (Aufziehen, Nachstellen und anderes) gegenüber der optischen Anzeige außer Tritt geraten. Beim späteren Rechenschlagwerk wird die Schlagfolge vom Gehwerk vorgegeben, Abweichungen zwischen Schlag und Anzeige durch fehlerhafte Bedienung werden dadurch vermieden.

### Synchronität mit dem Uhrwerk
Das Schlagwerk ist typischerweise vom Gehwerk der Uhr entkoppelt, sodass allein aus dem letzten ausgeführten Schlag geschlossen wird, welcher Schlag als Nächstes auszuführen sein wird. Es gibt unterschiedliche typische Ursachen für den Verlust der Synchronisation:
- Ablaufen des Schlagwerks und gleichzeitiges Weiterlaufen des Gehwerks,
- Der Schlag kann die Synchronisation verlieren, wenn die Uhrzeiger gegen die normale Bewegungsrichtung verstellt werden. Beispiel: Stellen der Zeiger von 14:05 auf 13:50, so wird ein Schlag ausgelöst, der der Schlag für 14:30 ist. Wird dann nach 10 Minuten 14:00 angezeigt, so ertönt der Schlag für 15:00. Somit ist die Abweichung eine Stunde. (Vorsicht: Uhren können bei Verstellung der Uhrzeit gegen die normale Bewegungsrichtung der Zeiger dauerhaft zerstört werden.)
- Wird die Uhrzeit so schnell in normaler Bewegungsrichtung verstellt, dass der jeweils ausgelöste Schlag nicht vollständig ausgeführt werden kann, so geht ebenfalls die Synchronisation verloren.

Die Beseitigung dieser Asynchronität ist über manuelle Auslösung von Schlägen an einem dafür vorgesehenen Griffbereich des Auslösehebels des Uhrwerkes oder an einem daran befestigten Faden möglich.

### Bezeichnung der mechanischen Teile
Die Bezeichnung der mechanischen Teile des Schlossscheiben-Schlagwerkes nach:
- Auslösehebel
- Sperrhebel bzw. Haltehebel oder Einfallhebel
- Schlossscheibe bzw. Schlussscheibe bzw. Zählrad
- Zapfenrad bzw. Hebnägelrad
- Sperrrad bzw. Herzrad bzw. Herzscheibe bzw. Hebedaumen (bei Schwarzwaldwerken) bzw. erstes Anlaufrad
- Delaisrad bzw. Anlaufrad bzw. zweites Anlaufrad
- Schwungrad bzw. Windfang oder Windfangtrieb

In manchen Schlossscheiben-Schlagwerken sind Auslösehebel und Sperrhebel in einem Hebel vereint, der für die unterschiedlichen Funktionen verschiedene definierte Positionen einnehmen kann.

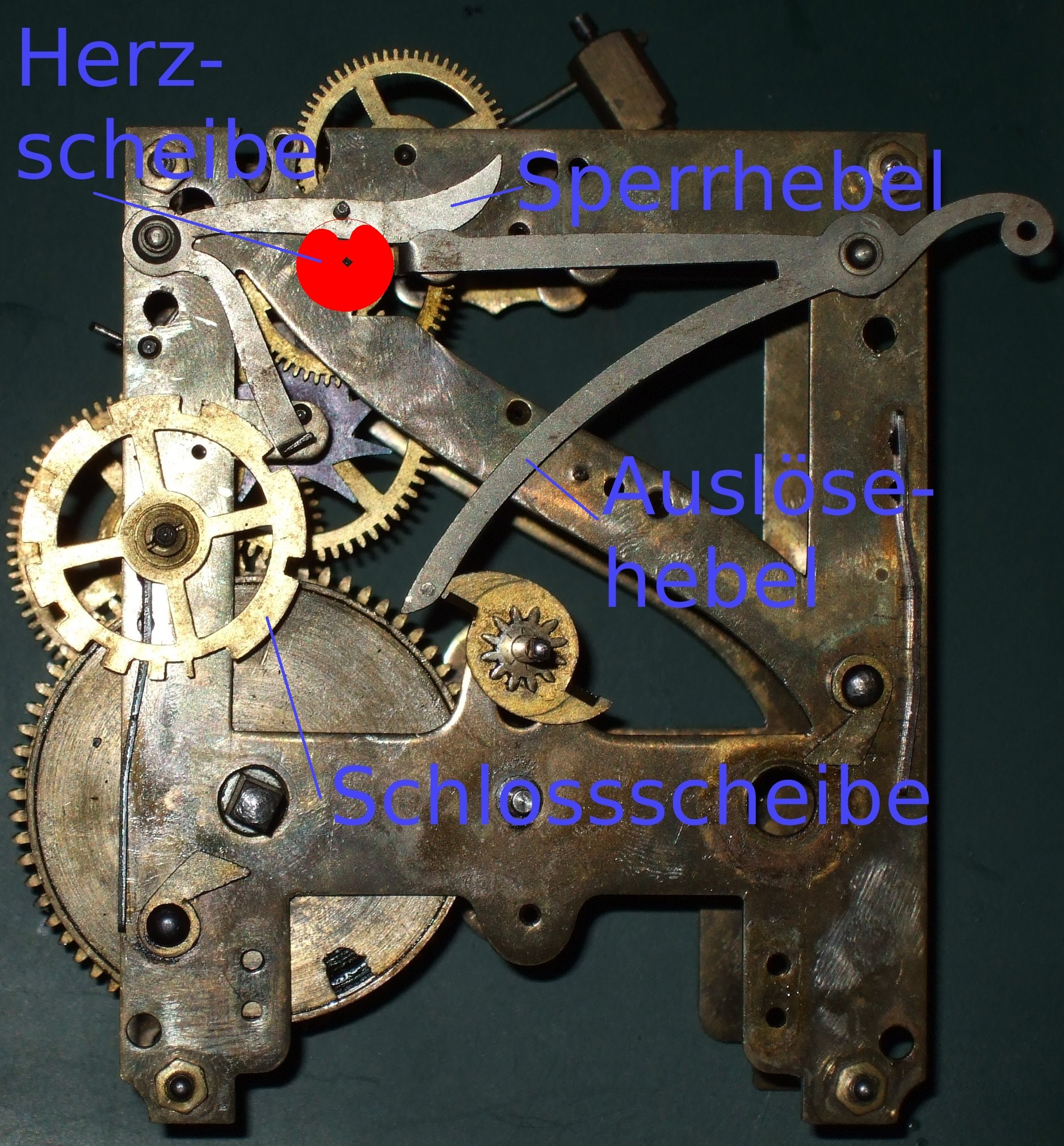
Schlagwerk Vorderseite mit Bezeichnung der mechanischen Teile
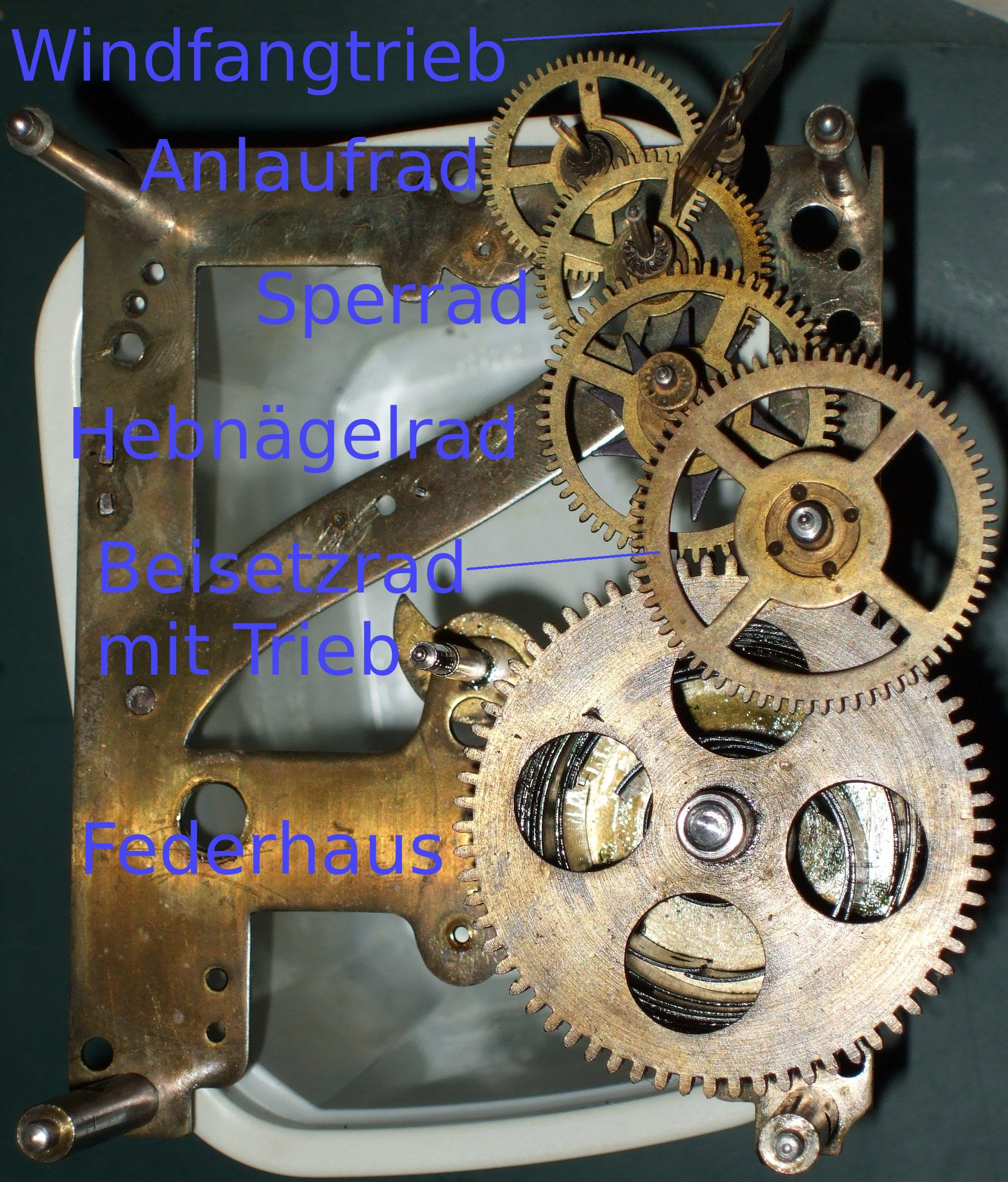
Schlagwerk Rückseite mit Bezeichnung der mechanischen Teile

### Verschiedene Gestaltungen

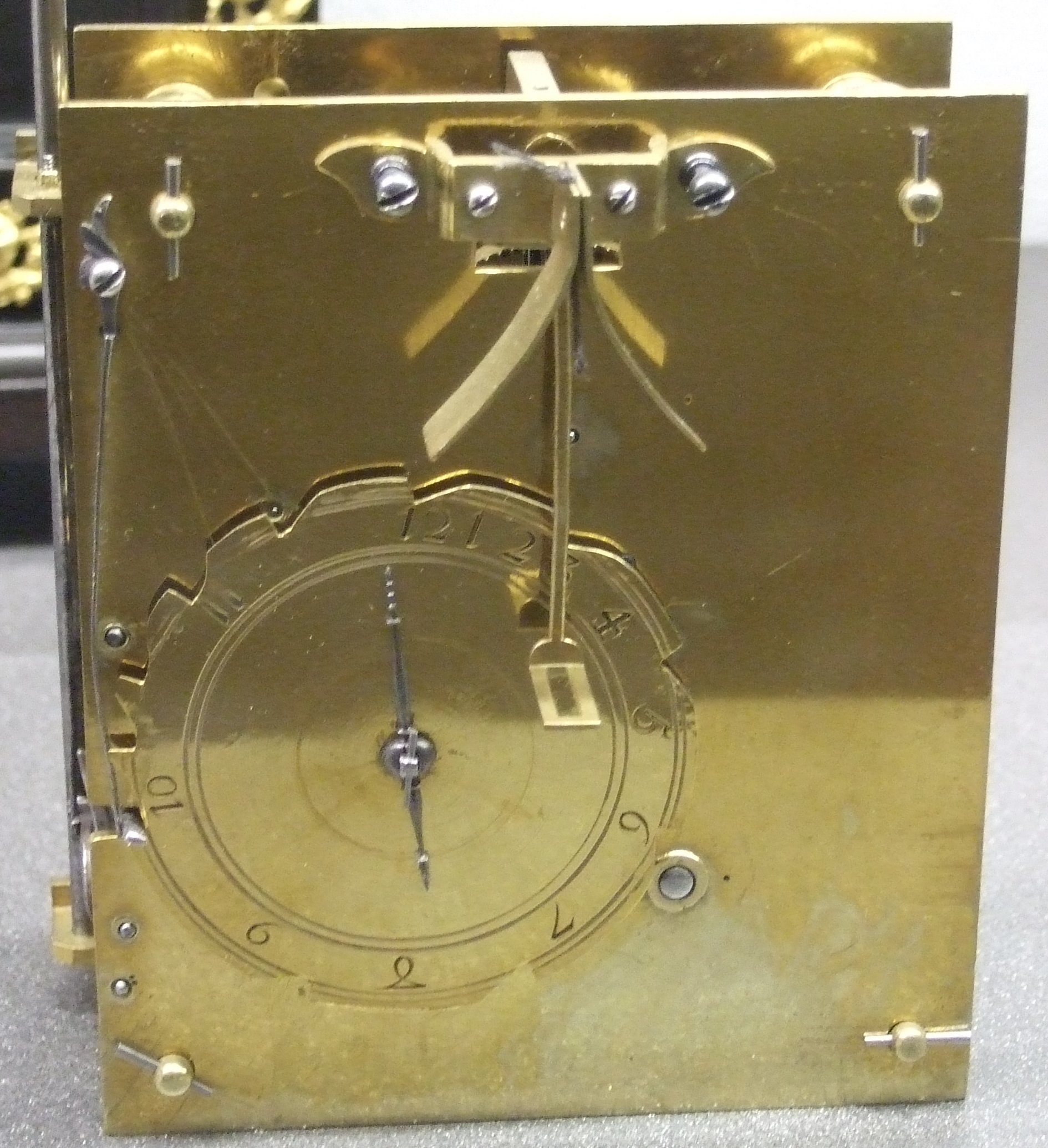
Metalluhrwerk: Schlossscheibe, links das Messer
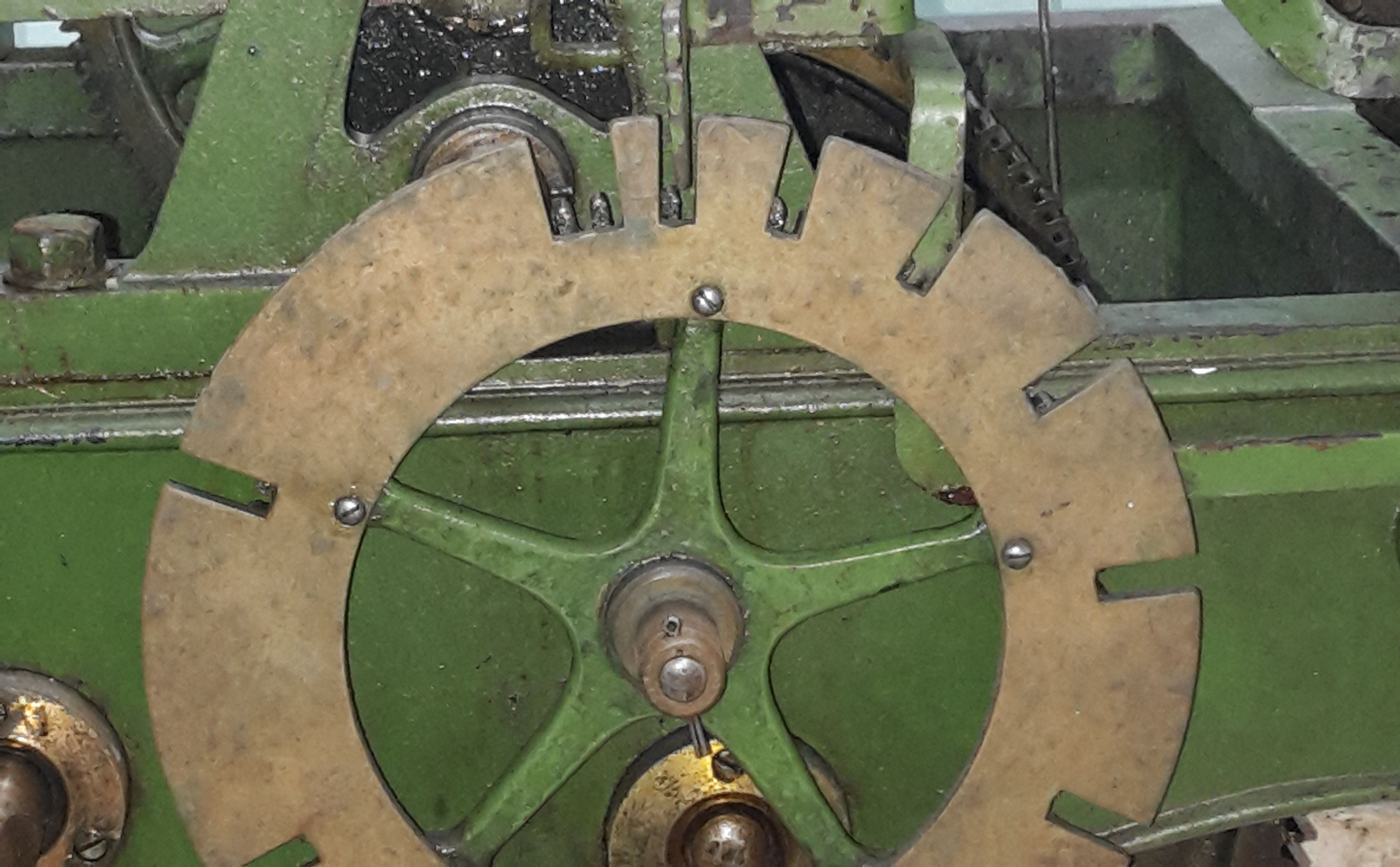
Turmuhr: Schlossscheibe, oben das Messer: vor 3 Uhr
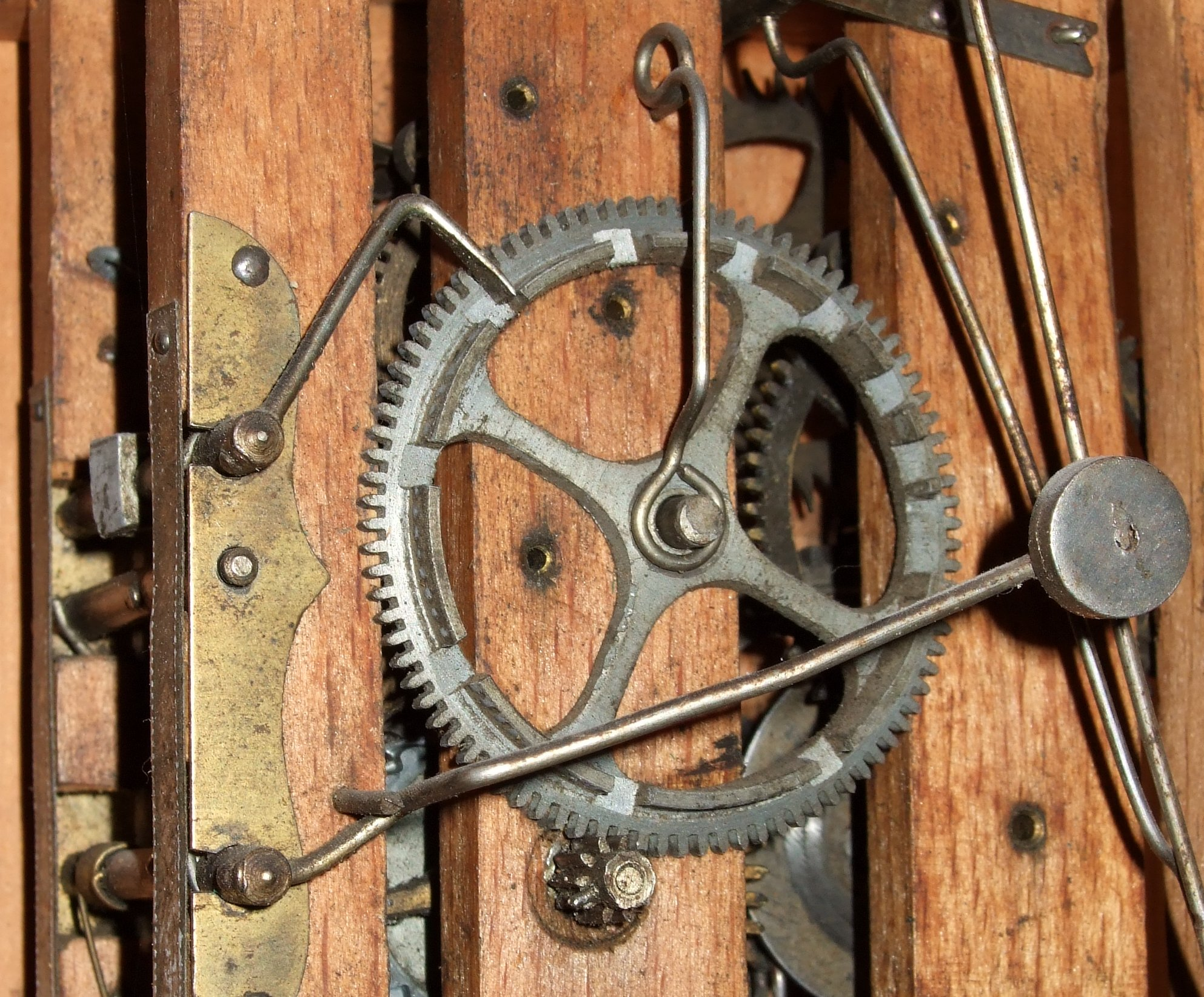
Holzplatinenuhr: Schlossscheibe mit radialen Nocken, links oben das Messer: vor 8 Uhr

### Schlagfolgen-Varianten

#### Stundenschlagwerk

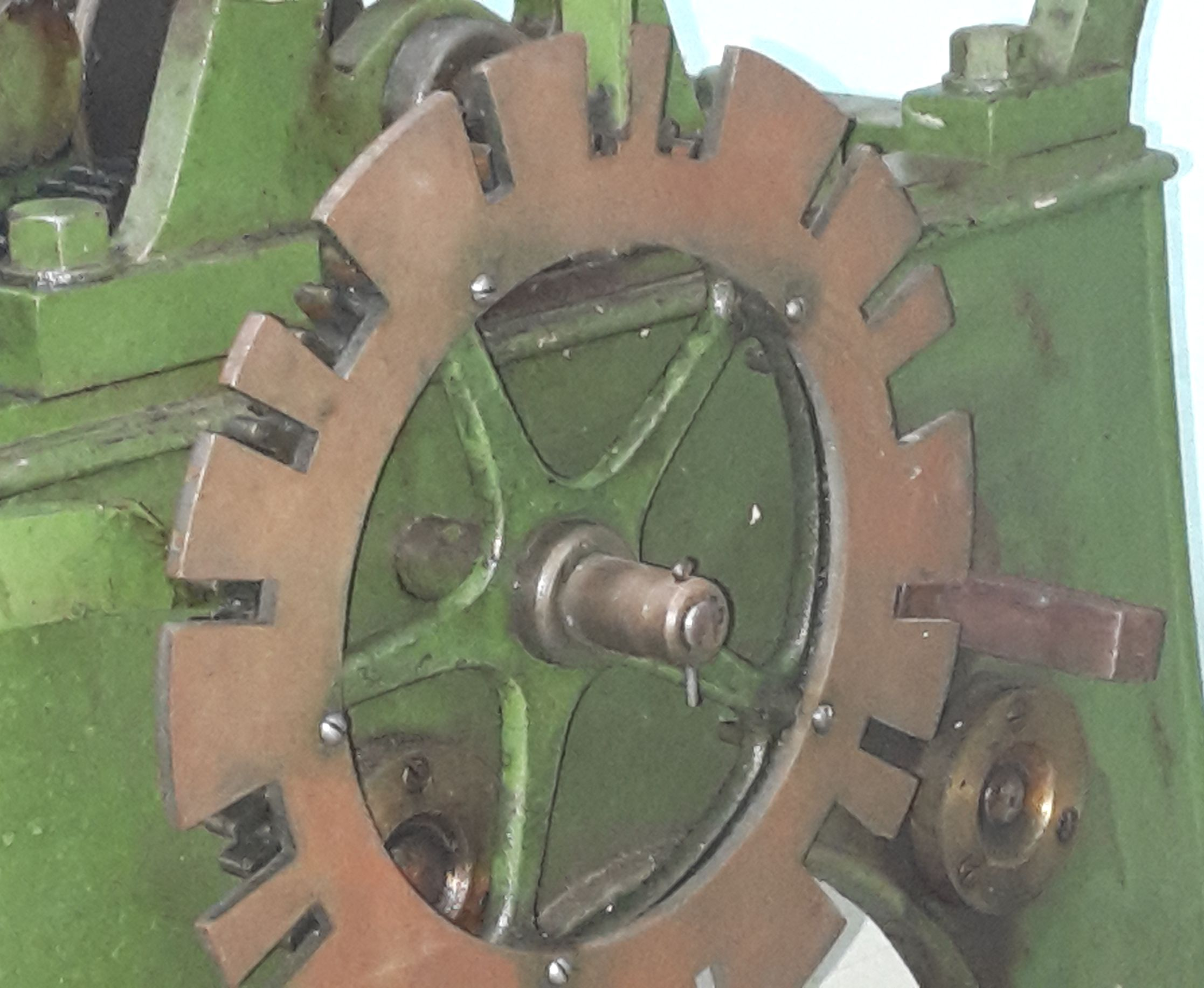
Viertelstunden-Schlossscheibe
1 Scheibendrehung für 6 Schlagzyklen

Winkelteilung für Schlag zur vollen Stunde:

4,62° = 360° / 78 = 360° / ( 1+2+3+4+5+6+7+8+9+10+11+12 )
Winkelteilung für Schlag zur vollen und halben Stunde:

4° = 360° / 90 = 360° / ( 1+1+2+1+3+1+4+1+5+1+6+1+7+1+8+1+9+1+10+1+11+1+12+1 )

Diese Variante verlangt eine besonders exakte Fertigung der Schlossscheibe.

#### Viertelstundenschlagwerk
Ein Viertelstundenschlagwerk ist ein zum Stundenschlagwerk optional zusätzliches Schlagwerk.

Winkelteilung für Schlag zur vollen Viertelstunde:

36° = 360° / 10 = 360° / ( 1+2+3+4 )
 6° = 60° / 10 = 60° / ( 1+2+3+4 ), wenn Scheibendrehung für 6 Schlagzyklen ausgelegt ist, s. nebenstehendes Bild

## Rechen-Schlagwerk

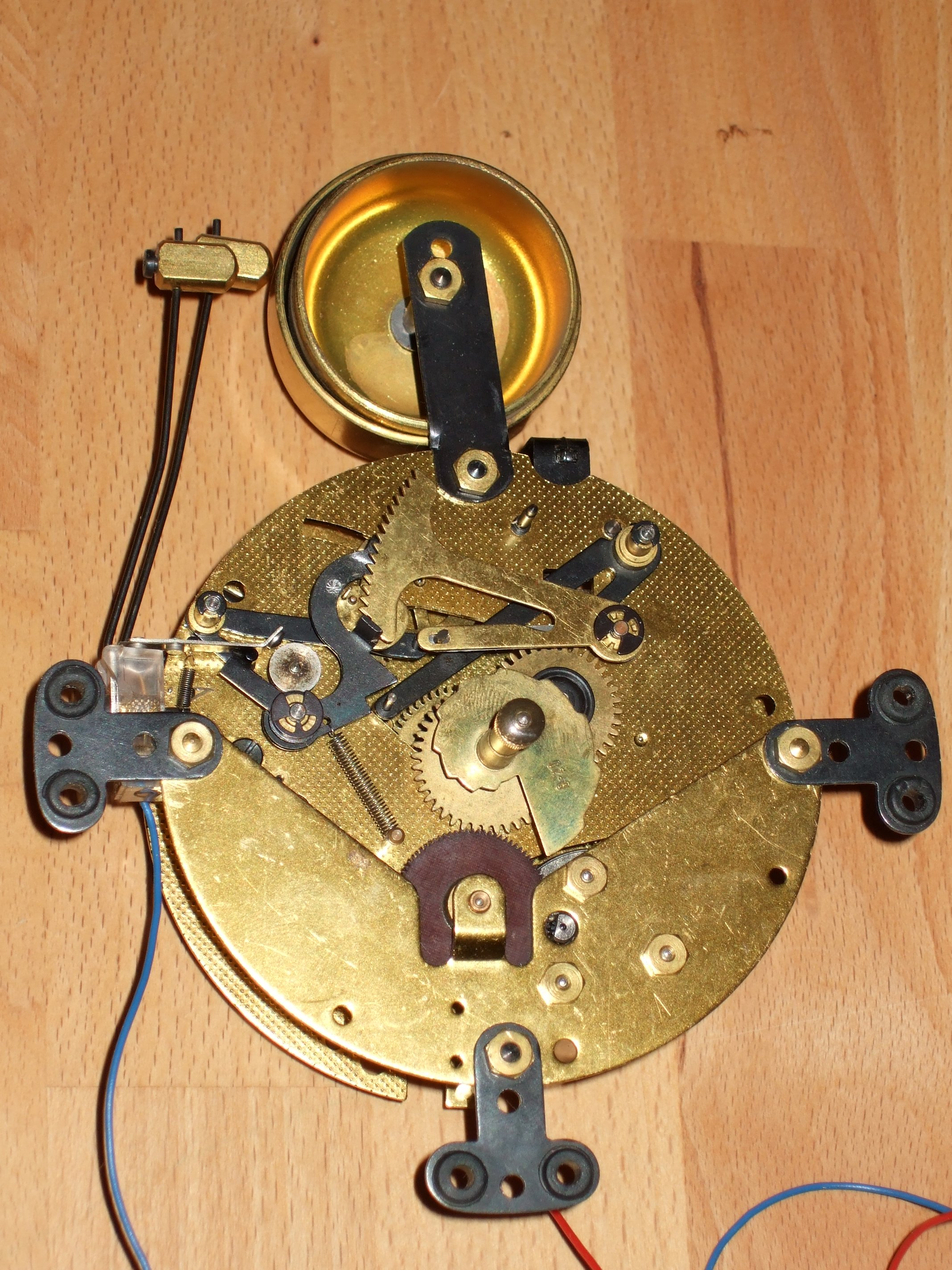
Motorisch betriebenes Schlagwerk mit Aufzugsfunktion für das Gehwerk (Firma Hermle)

Die Besonderheit des Rechen-Schlagwerks liegt darin, dass es im Gegensatz zu dem früheren Schlossscheiben-Schlagwerk auch bei Wiederholung der Auslösung (vor dem nächsten Auslösen durch das Gehwerk) stets die gleiche Anzahl Schläge ausführt. Diese Eigenschaft erlaubt die willkürliche Wiederholung (Repetition) des Schlages.
Die vier Hauptkomponenten des Rechen-Schlagwerks sind die Staffel, der Schöpfer, der Rechenhebel und der Rechen.
- Der Rechen ist ein besonderer Hebel mit einem gezahnten Bogen oder einer gezahnten Seite, wobei jeder Zahn jeweils genau einem Hammerschlag, „Bim-Bam“ oder „Kuckuck“ entspricht.
- Der Einfallhebel oder Rechenhebel arretiert den Rechen wie eine Sperrklinke.
- Der Schöpfer ist im Prinzip ein Zahnrad mit nur einem Zahn oder Stift, dreht sich während eines Hammerschlages um 360 Grad und hebt dabei den Rechen um einen Zahn.
- Die Staffel ist eine schneckenförmige Scheibe mit abgestuften Radien, die den Fallweg des Rechens je nach Uhrzeit exakt begrenzt. Sie ist oft unmittelbar auf dem Stundenrohr angebracht und damit mit dem Stundenzeiger verbunden. Schlagwerke mit Viertelstundenschlag haben oft eine separate Staffel mit vier Radien, die auf der Welle des Minutenrades sitzt. Für Schlagwerke, die zum Beispiel jede einzelne Minute schlagen können, ist die Staffel für den Minutenschlag entsprechend anders geformt und sitzt auf der Welle des Minutenrades.

Bezeichnung der Teile des Rechen-Schlagwerkes sind:
- Stundenstaffel
- Auslösehebel
- Einfallhebel
- Rechen
- Antriebsrad
- Beisatzrad mit Trieb (typischerweise nur bei Uhren mit 8 oder 14 Tagen Laufzeit)
- Hebnägelrad mit Trieb mit Hebnägelstift
- Schöpferrad mit Trieb und Schöpfer und Stift mit Einfallnocken
- Anlaufrad mit Trieb und Anlaufstift
- Windfangtrieb; eine aerodynamische Bremse, die der Stabilisierung der Drehzahl und somit der Schlagfrequenz dient

Videos zu Beispielen, die die Funktion anschaulich zeigen:
- BimBam-Schlag eines Heimuhrwerkes zur halben Stunde
- BimBam-Schlag eines Heimuhrwerkes zur vollen Stunde (2 Uhr)
- BimBam-Schlag eines Heimuhrwerkes kurz nach der vollen Stunde (2 Uhr), ausgelöst durch Betätigung der Repetition
- Schlag auf Rundgong eines Standuhrwerkes zur halben Stunde
- Schlag auf Rundgong eines Standuhrwerkes zur vollen Stunde (2 Uhr)
- Schlag auf Rundgong eines Standuhrwerkes kurz nach der vollen Stunde (2 Uhr), ausgelöst durch Betätigung der Repetition

Rechen-Schlagwerke dieser Bauart werden nur in ortsfesten Uhren eingesetzt. Deshalb ist der Mechanismus oft tatsächlich so aufgebaut, dass die Schwerkraft in einer Richtung wirken muss, um Rechen und Einfallhebel zu den fallenden Bewegungen zu veranlassen, die für die Funktion des Rechen-Schlagwerkes erforderlich ist. Auslösehebel und Hammerhebewelle haben selbst bei ortsfesten Uhren oft eine Rückstellfeder. Für bewegliche Uhren (zum Beispiel Reiseuhren, Taschenuhren) werden zusätzlich Rechen und Einfallhebel mit Federn versehen, die mit ihrer Federkraft die entsprechende Bewegung von Rechen und Einfallhebel in jeder Lage der Uhr sicherstellen oder eine bestimmte Dynamik des Bewegungsvorganges zu gewährleisten. Mobile Uhren werden typischerweise mit Rechenschlagwerken versehen, um die wichtige Funktion der Repetition realisieren zu können.
Selbst bei Rechen-Schlagwerken kann es auftreten, dass der Schlag nicht zur angezeigten Stunde passt. Dafür gibt es vier Ursachen:
- Das Schlagwerk war vorher abgelaufen, und der Rechen verharrte auf einer tiefen Position (zum Beispiel 12 Uhr) und schlägt nach dem Aufziehen des Rechen-Schlagwerkes dann auch zum Beispiel 12 Uhr, sobald der Schlag das erste Mal nach dem Aufziehen ausgelöst wurde. Dies kann selbst zur halben Stunde geschehen. Bei der nächsten Auslösung eines Schlages sollte dann das Rechen-Schlagwerk ohne jeden korrigierenden Eingriff wieder die richtige Zahl Schläge erklingen lassen.
- Manchmal sitzt der Stundenzeiger so locker auf dem Stundenrohr, dass versehentlich beim Stellen der Uhr der Stundenzeiger gegenüber dem Stundenrohr und der Stundenstaffel verdreht wurde. Ist dies der Fall, so kann der Stundenzeiger mit geringer Kraft wieder auf die richtige Position gedreht werden.
- Wird der Minutenzeiger der Uhr gegen seine normalen Bewegungsrichtung gestellt, so kann ein falscher Schlag ertönen, wenn die halbe oder volle Stunde erreicht wird.
- Treten Schlagfehler nur bei der manuellen Auslösung der Schlagwiederholung vor oder nach der vollen Stunde oder bei bestimmten Uhrzeiten auf, so ist das Stundenrohr gegenüber dem Rechen nicht optimal positioniert.

Im Foto ist ein Uhrwerk von Firma FHS mit 4/4-Westminster-Schlag zu sehen. Im linken Bereich ist der Rechen des Rechen-Schlagwerkes erkennbar, welches die vollen Stunden schlägt. Auf der rechten Seite befindet sich das Schlagwerk für den Viertelstundenschlag. Dieses wird über eine kleine Schlossscheibe gesteuert. Die Schlossscheibe ist leicht an der komplizierten Außenkontur und den vier Vertiefungen erkennbar, die jeweils der Schlag einer Viertelstunde beenden. Die Schlossscheibe des Viertelstundenschlages hat neben den Vertiefungen für die jeweilige Beendigung des Viertelstundenschlages auch eine Erhöhung (Nocke) im Bereich des Viertelstundenschlages der vollen Stunde. Hiermit wird der Schlag der vollen Stunde ausgelöst, sobald der vorangehende Schlag der Viertelstunden der vollen Stunde zum Ende kommt. Direkt unterhalb der Schlossscheibe verläuft quer vom linken Bildrand bis knapp neben dem Zeigerwerk der Hebel des Schlagabstellers. Der Hebel des Schlagabstellers befindet sich in der oberen Position und verhindert damit das Herabfallen des Auslösehebels des Viertelstundenschlages und unterbindet dadurch den Schlag des Uhrwerkes.
Bei Comtoise-Uhren ist der Rechen mitunter auch gerade ausgeführt:

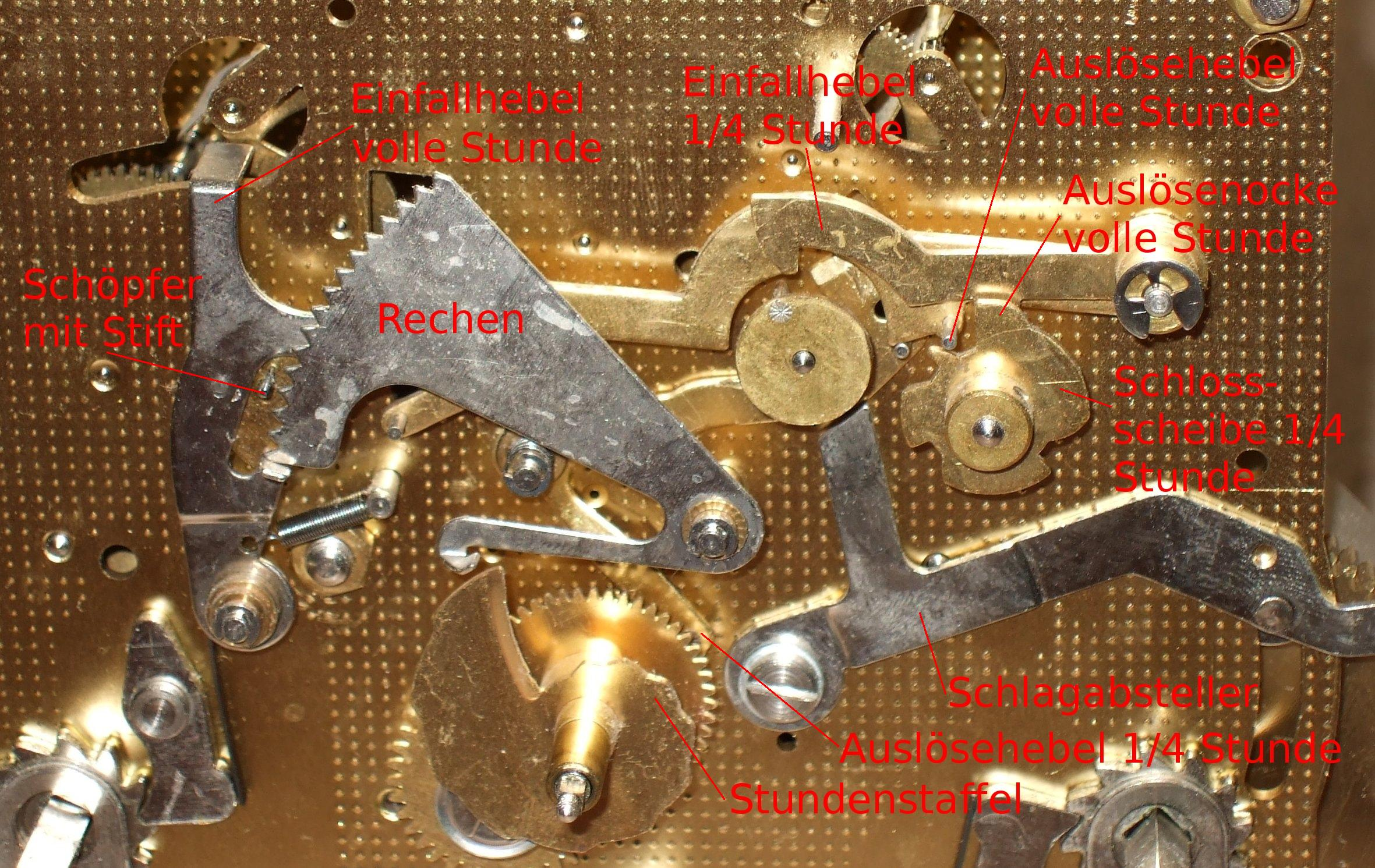
Uhrwerk von Firma FHS mit 4/4-Westminsterschlag
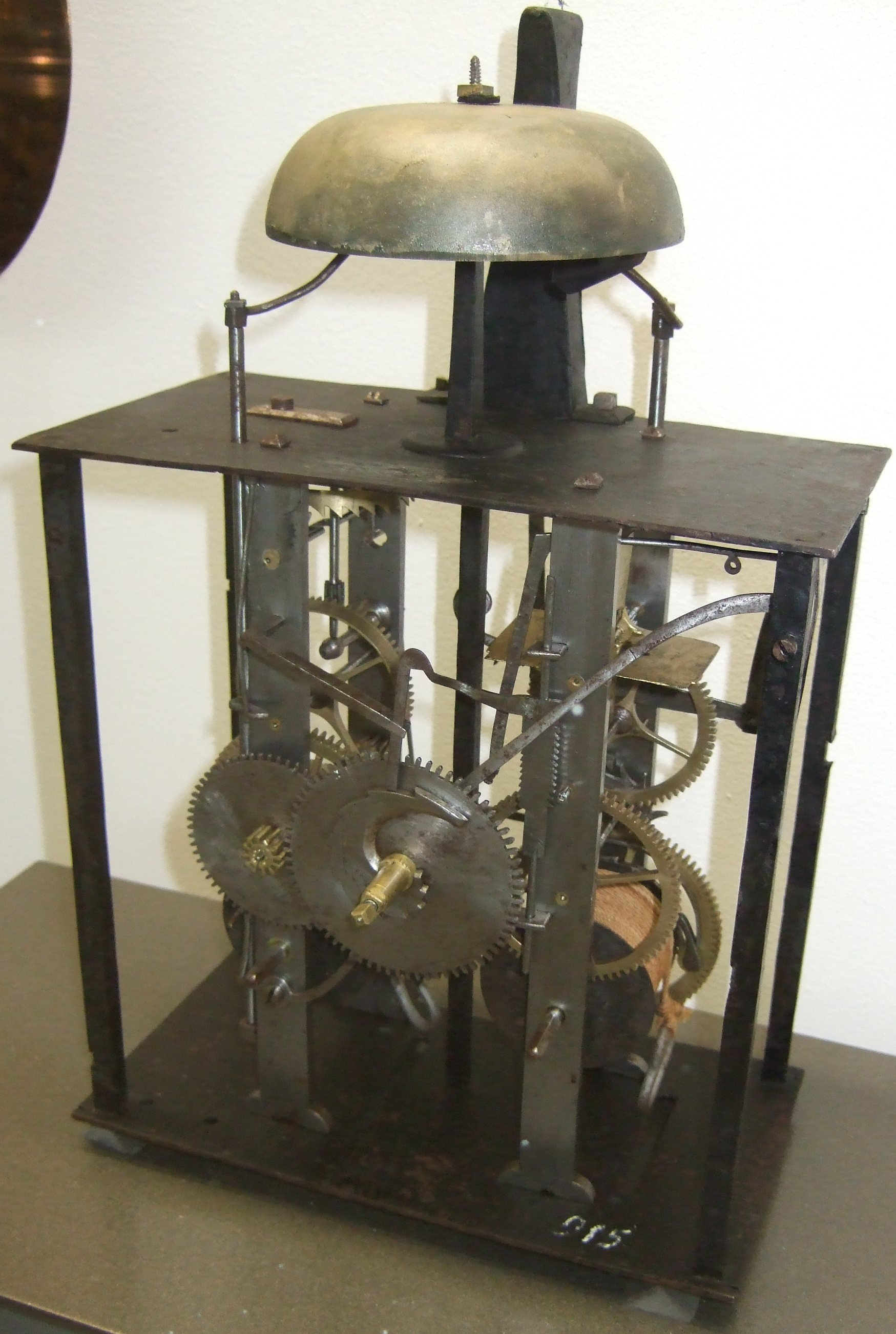
Comtoise-Uhr
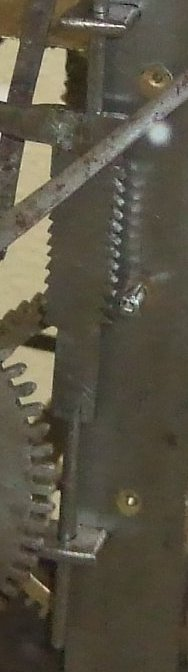
Gerader Rechen

Bei Morbier-Uhren findet über einen mit zwei Spitzen versehenen Auslösehebel die Auslösung des Schlages zur vollen Stunde wenige Minuten nach der vollen Stunde erneut statt.

## Repetitions-Schlagwerk
Von einem Repetitionsschlagwerk spricht man, wenn der der aktuellen Uhrzeit entsprechende Schlag auf Anforderung wiedergegeben wird.
Historisch betrachtet stammt das Repetitionsschlagwerk aus einer Zeit vor dem elektrischen Licht. Zum nächtlichen Ablesen der Uhrzeit musste damals eine Kerze angezündet werden. Daraus entstand der Wunsch, die aktuelle Uhrzeit auf Anforderung hörbar mitgeteilt zu bekommen.
Die einfachste Form des Repetitionsschlagwerkes ist ein Rechen-Schlagwerk, bei dem der Auslösehebel nicht nur vom Hebedaumen des Stundenrohres ausgelöst werden kann, sondern auch über Betätigung des Auslösehebels direkt mit der Hand oder über zum Beispiel eine Schnur.
Mit dem Wunsch, zu jeder Zeit die aktuelle Zeit schlagen zu können, stiegen die Anforderungen an die Genauigkeit der Staffel, da ja nicht schon zum Beispiel 5 Minuten vor 5 Uhr fünf Uhr geschlagen werden sollte.
Aus dieser Anforderung heraus wurde der Stern in das Schlagwerk integriert. Bei einer Staffel mit 12 Abstufungen für die 12 Stunden wurde auf demselben Rohr der Staffel dieser Stern angebracht. Je nach Konstruktion wird entweder der Stern zur vollen Stunde durch einen Mitnehmer um einen Zacken weiterbewegt und dann wieder von einer Feder in dieser Position bis zur nächsten vollen Stunde festgehalten oder eine durch die Auslösung des Schlages an die Zacken des Sterns aufgedrückte Feder verursacht die Positionierung von Stern und Staffel.
Es entstand dabei auch der Wunsch, nicht nur die vollen Stunden, sondern auch die Viertelstunden im Repetitionsschlag darzustellen. Dafür sind dann eine eigene Staffel und ein eigener Rechen für die Viertelstunden erforderlich. Bei einem Repetitionsschlag von Viertelstunde und Stunde ergeben sich zusätzliche Anforderungen an das Werk:
- Ein zusätzlicher Mechanismus muss verhindern, dass 2 Minuten vor 3 Uhr zwar korrekt das dritte Viertel, aber falsch schon vorzeitig 3 Stunden geschlagen werden.
- Oft besteht auch die Forderung, bei der Repetition immer Viertelstundenschlag und Stundenschlag erklingen zu lassen (Schema der grande sonnerie), während bei regulärer Auslösung oft zu den Viertelstunden kein zusätzlicher Stundenschlag ertönen soll (Schema der petite sonnerie). Auch dies wird über zusätzliche Hebel realisiert.

Bei Taschenuhren gibt es auch eine Minutenrepetition. Ergänzend zum Schlag der vollen Stunden und Viertelstunden erklingt dann noch der Schlag der Minuten. Für 6:53 würde zum Beispiel sechs Schläge für die vollen Stunden, drei Schläge für die Viertelstunden und acht (53-45) Schläge für die Minuten nach der letzten viertel Stunde ertönen. Diese Uhren verfügen dann über Stundenstaffel, Viertelstundenstaffel und Minutenstaffel.
Bei Taschenuhren mit Minutenrepetition ist der Schlag oft mit nur zwei Tonfedern realisiert:
- Stundenschlag auf Feder #1
- Viertelstundenschlag auf Federn #1 und #2 gleichzeitig
- Minutenschlag auf Feder #2

Uhren, die neben der Repetition auch einen regulären Schlag ausführen, werden Selbstschläger genannt. Uhren, die ausschließlich auf Anforderung schlagen, können mit einem deutlich vereinfachten Schlagwerk ausgestattet werden. Eine typische Ausführung ist, dass über das Herausziehen einer Schnur das Schlagwerk erst aufgezogen wird. Je nach Position der Stundenstaffel muss die Schnur unterschiedlich weit herausgezogen werden, bis der Schlag freigegeben wird. Umfangreiche Erklärungen dazu finden sich in

## Schlag
Uhren benutzen zur hörbaren Zeitmitteilung verschiedene sogenannten Schläge:
- Einfacher Schlag oder Signalschlag: das Uhrwerk verfügt weder über Schlossscheiben- noch über ein Rechenschlagwerk. Hier ertönt ein einzelner Schlag zur vollen Stunde auf eine Glocke oder eine Tonfeder. Welche Stunde es schlägt, ist nicht zu unterscheiden.
- Schlag mit Stundenzählung: ein Schlossscheiben- oder Rechenschlagwerk ist eingebaut. Durch Anzahl und Klang der Schläge erfährt der Nutzer die genaue volle, halbe bzw. Viertelstunde.
- Schlag mit zusätzlicher Melodie

## Klangerzeugung
Das akustische Signal wird zum Beispiel mittels Rundgong, Stabgong, Röhrengong, Glocke, Pfeifen (zum Beispiel bei der Kuckucksuhr), Tonfeder (wie sie auch zur Tonverstärkung bei der von O. Schick patentierten Tonfedergitarre benutzt wurde) oder Spieldosenwerk erzeugt.

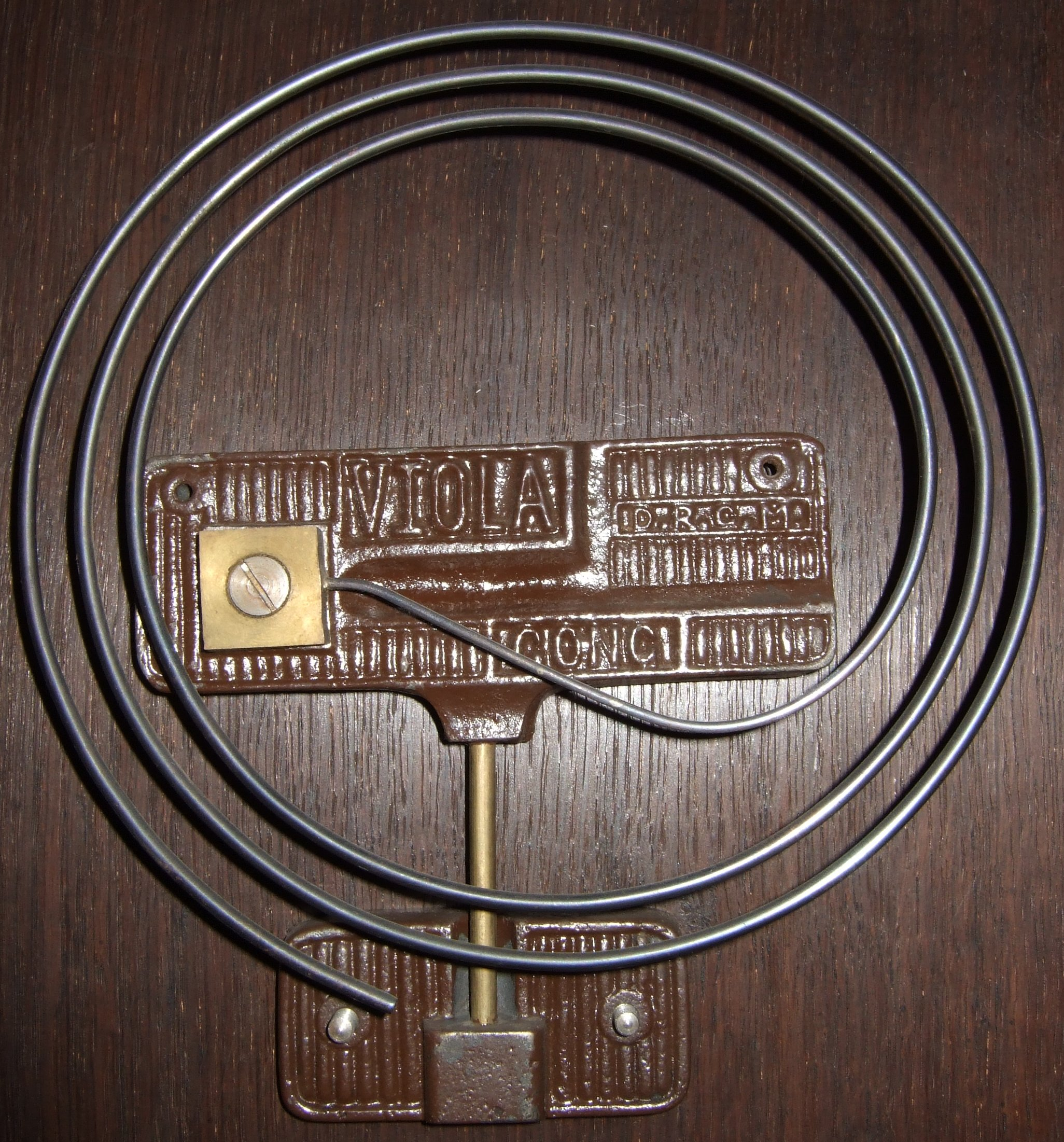
Rundgong
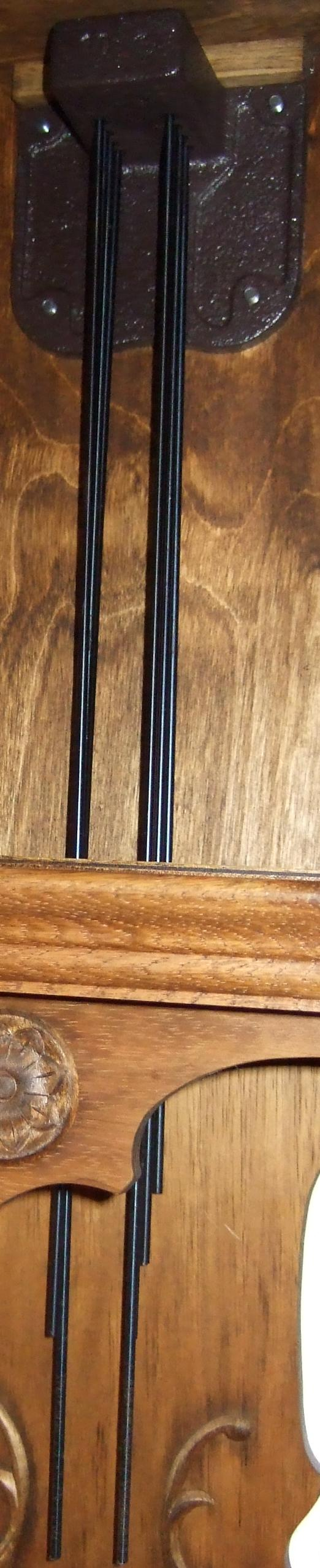
Stabgong „4/4-Westminster“
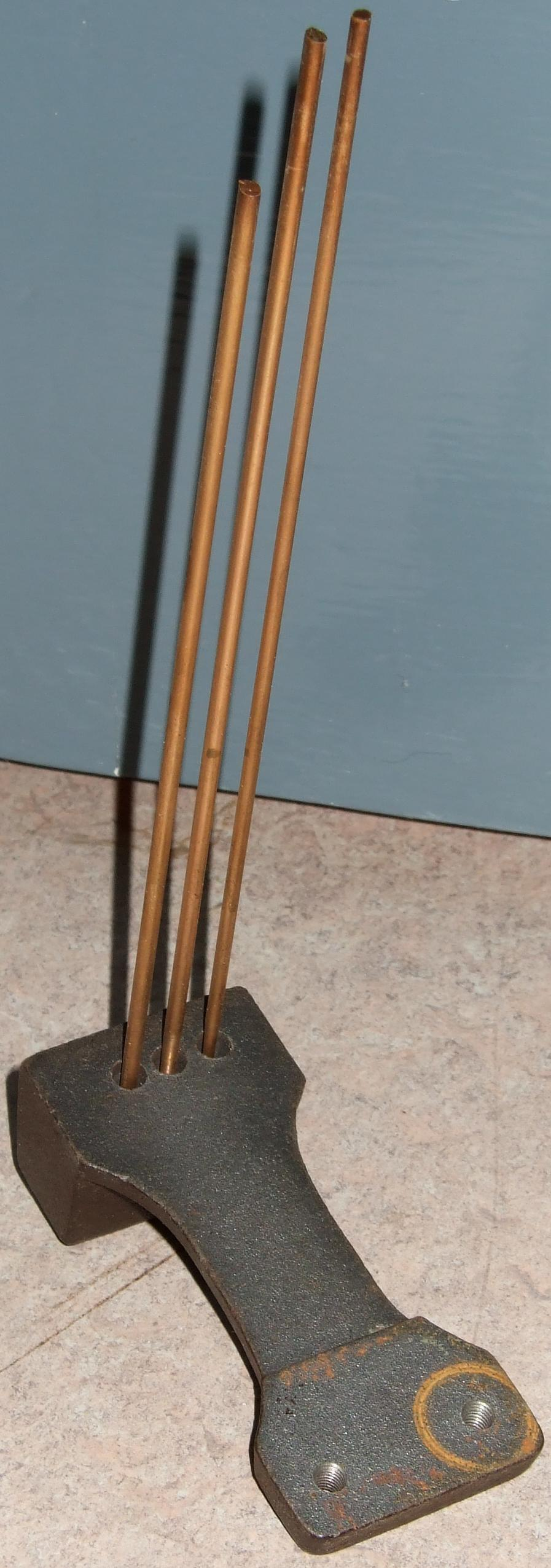
Stabgong „Bim-Bam“
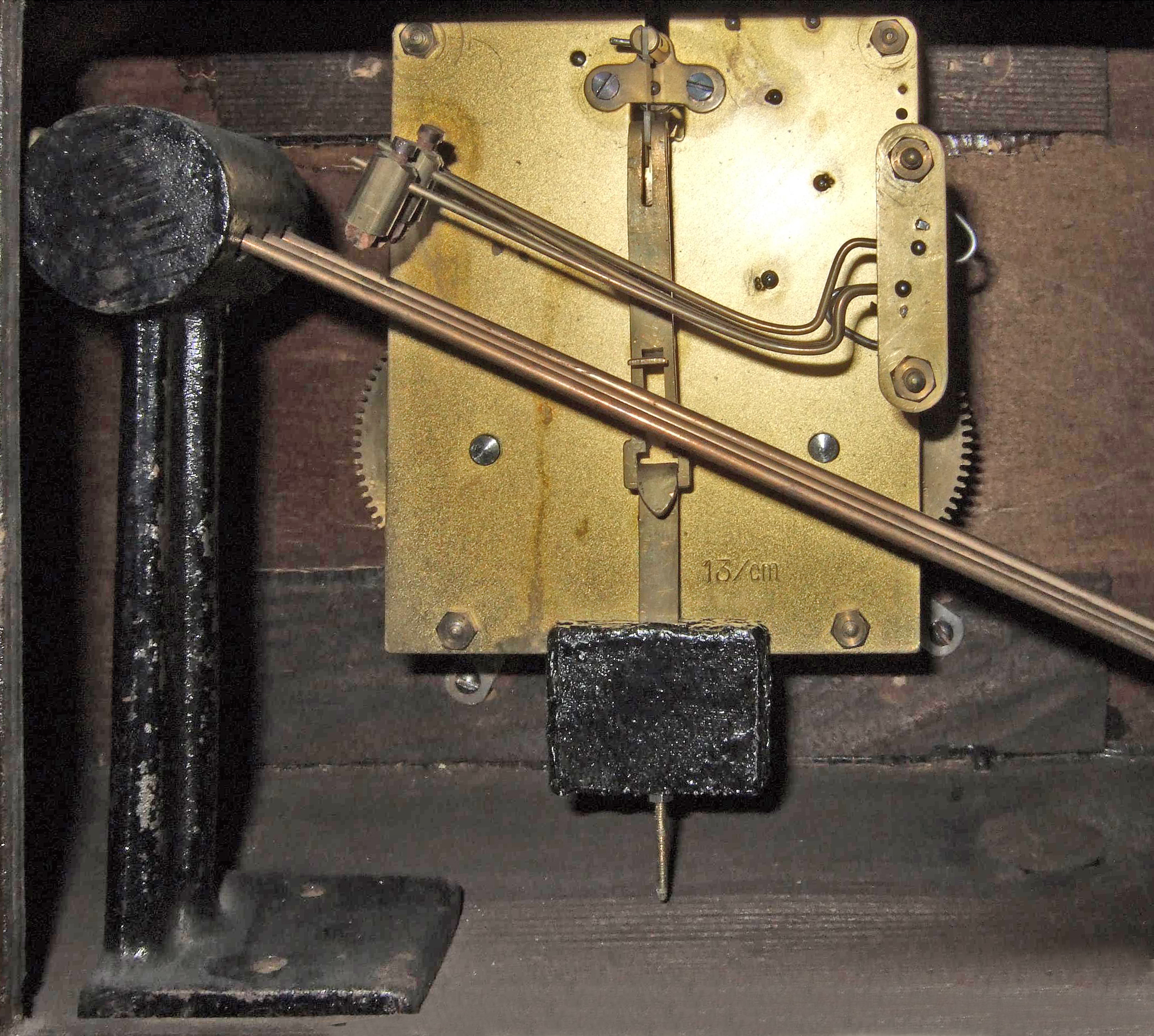
Stabgong „Bim-Bam“
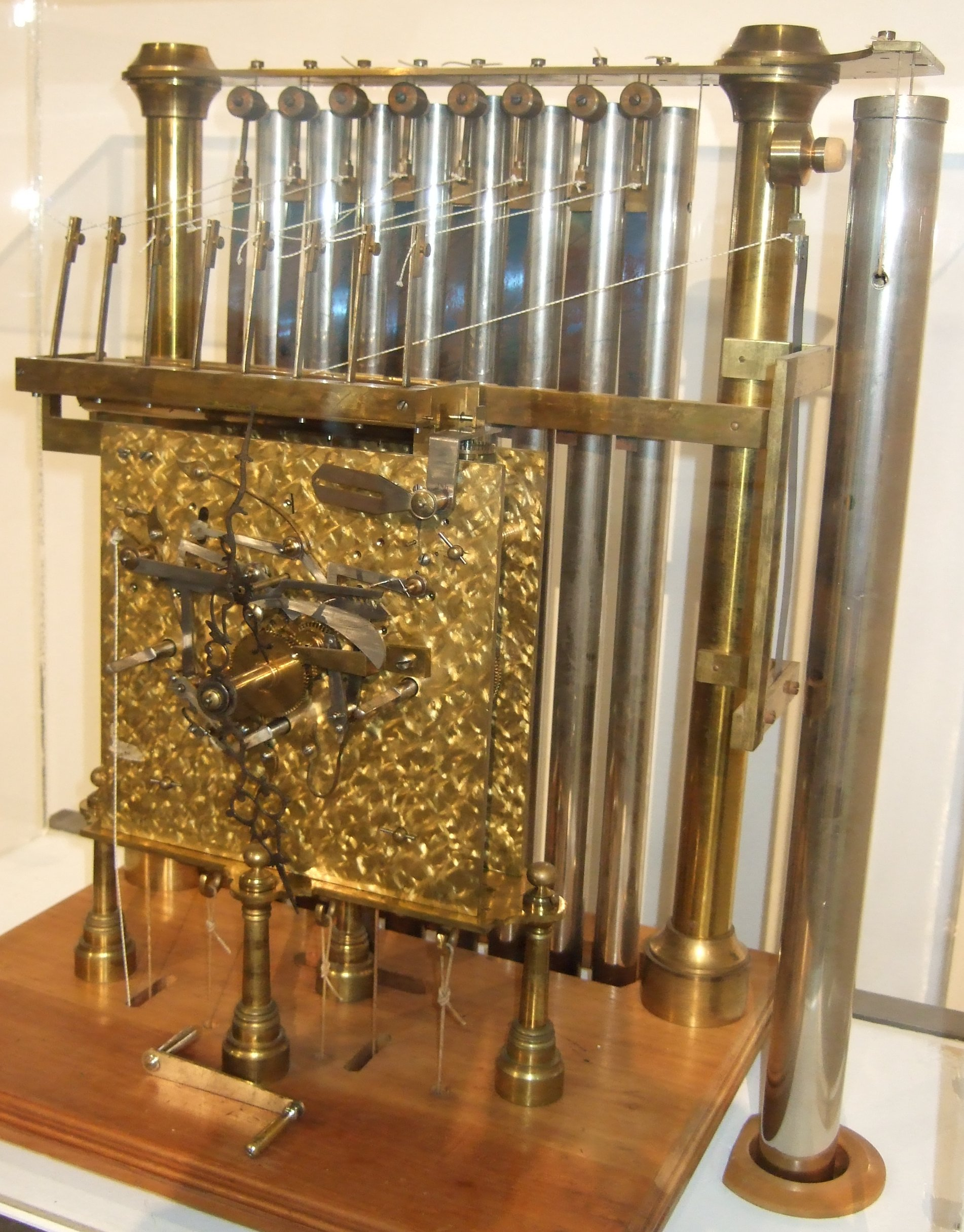
Röhrengong
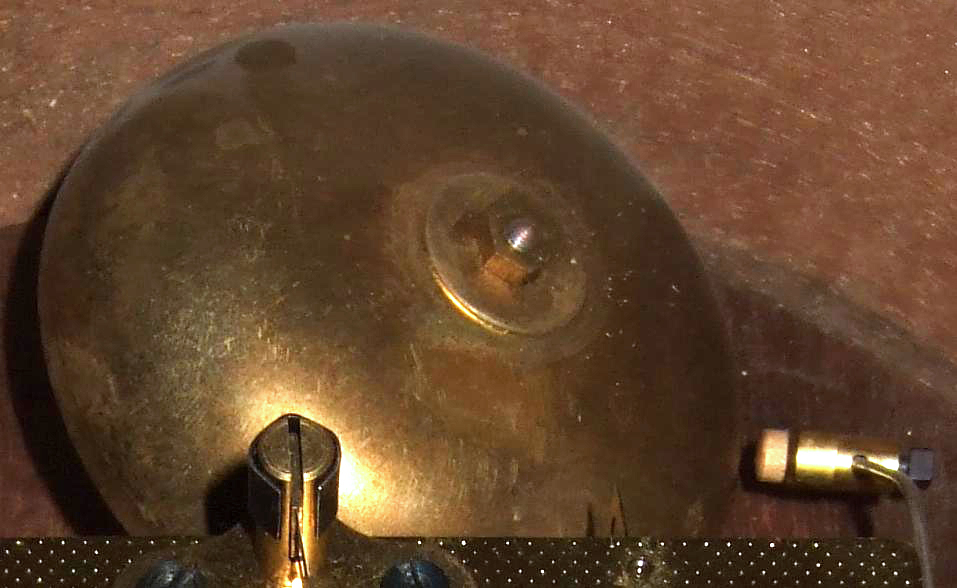
Glocke
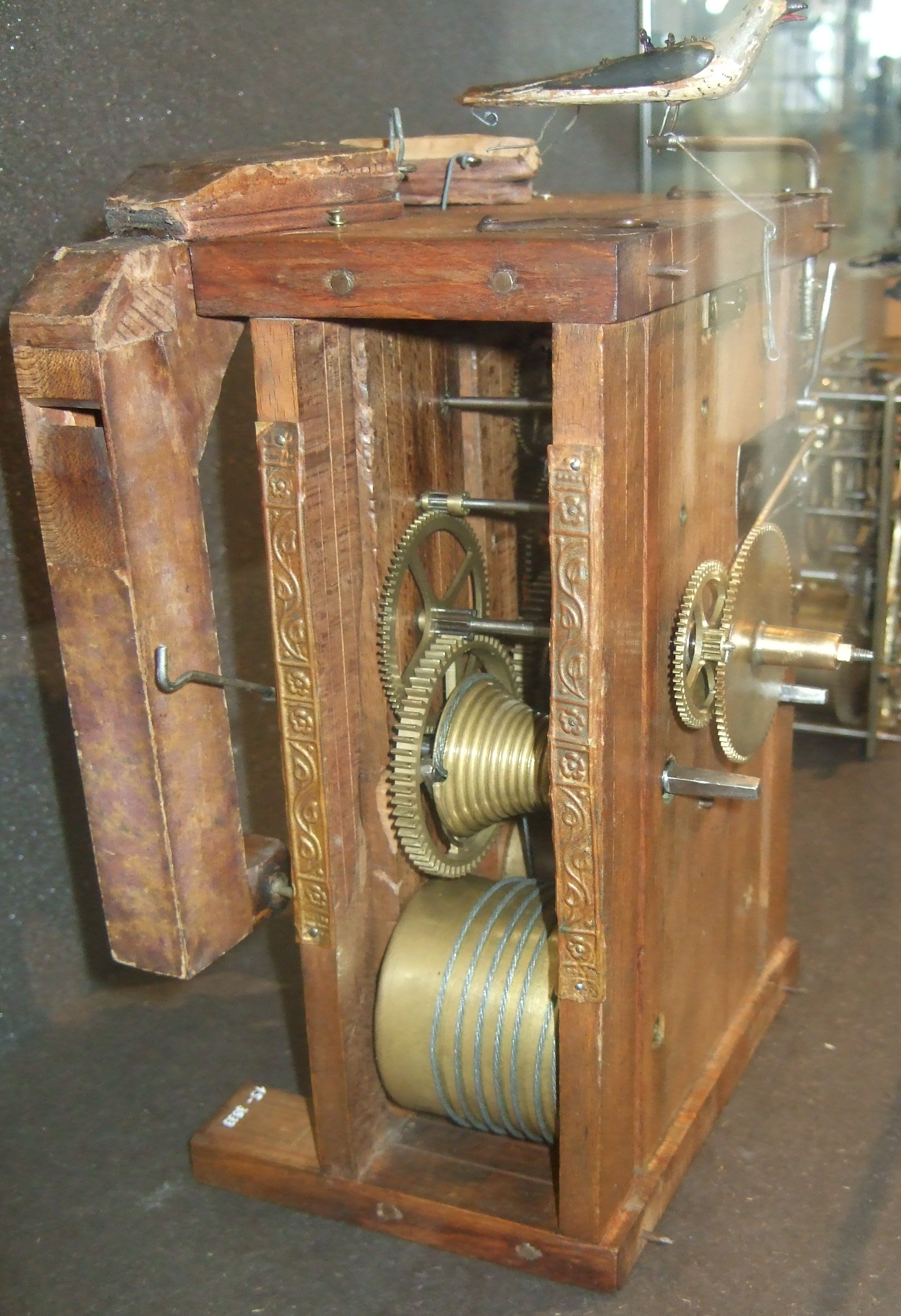
Kuckuckspfeife
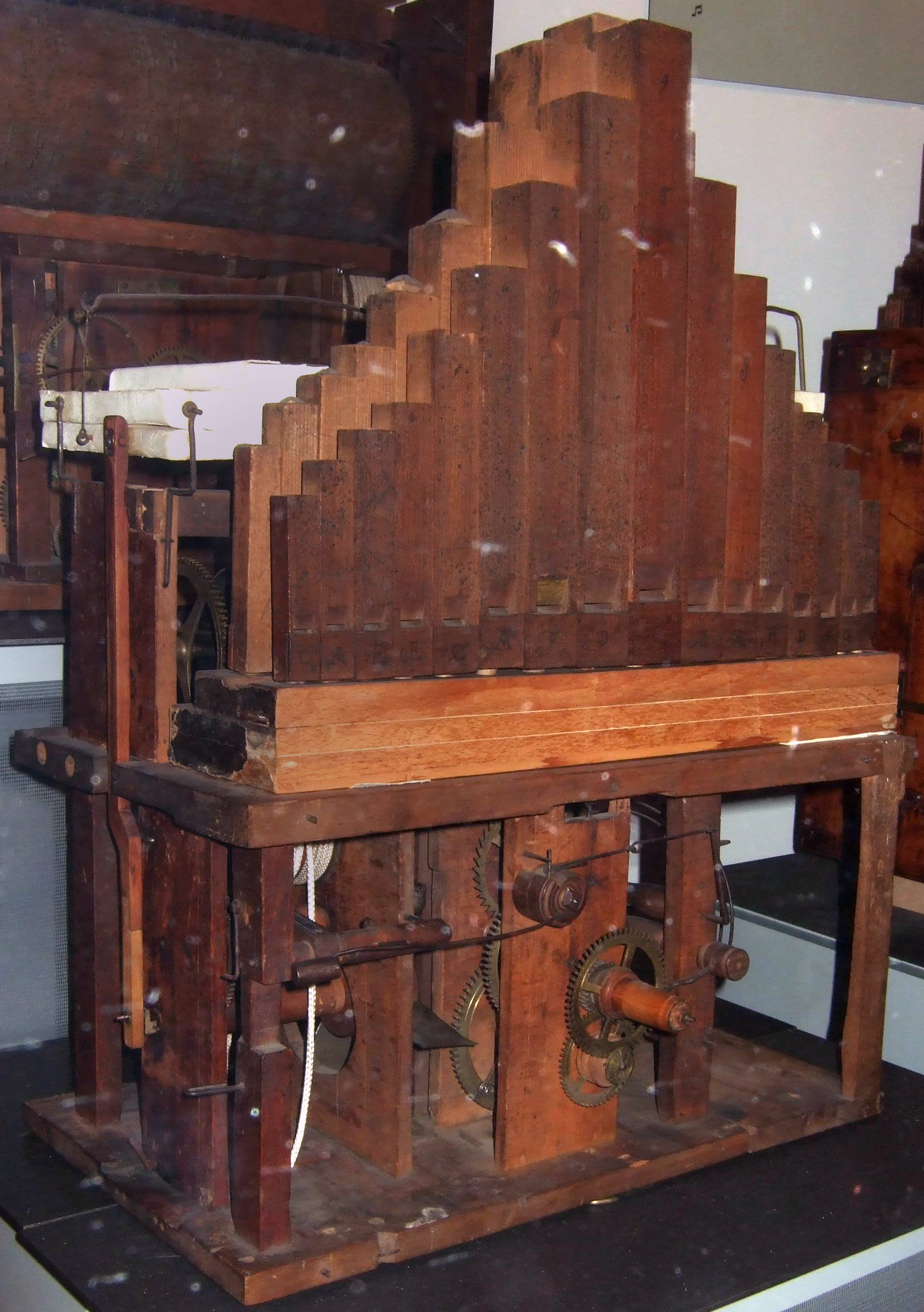
Pfeifen einer Musikuhr
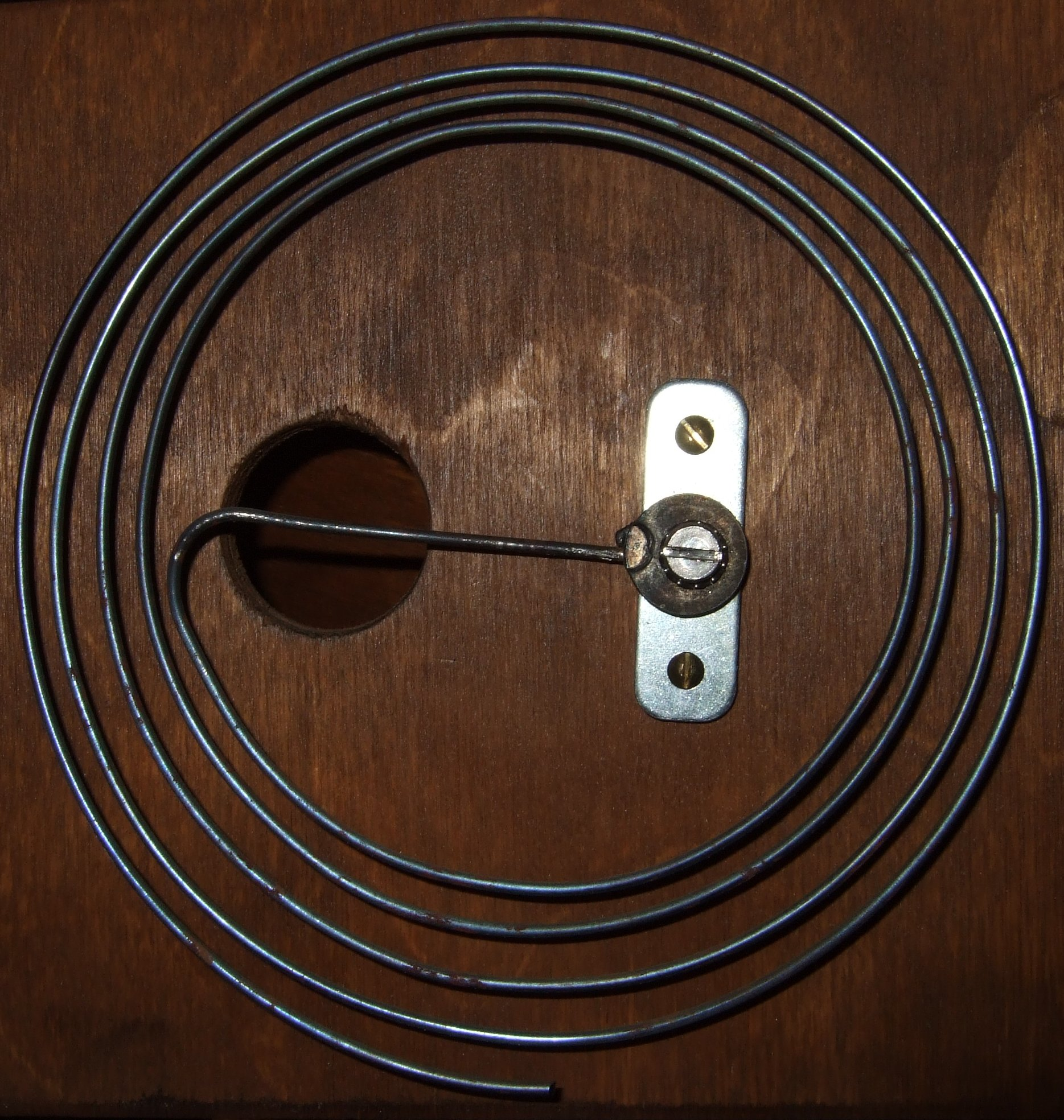
Tonfeder
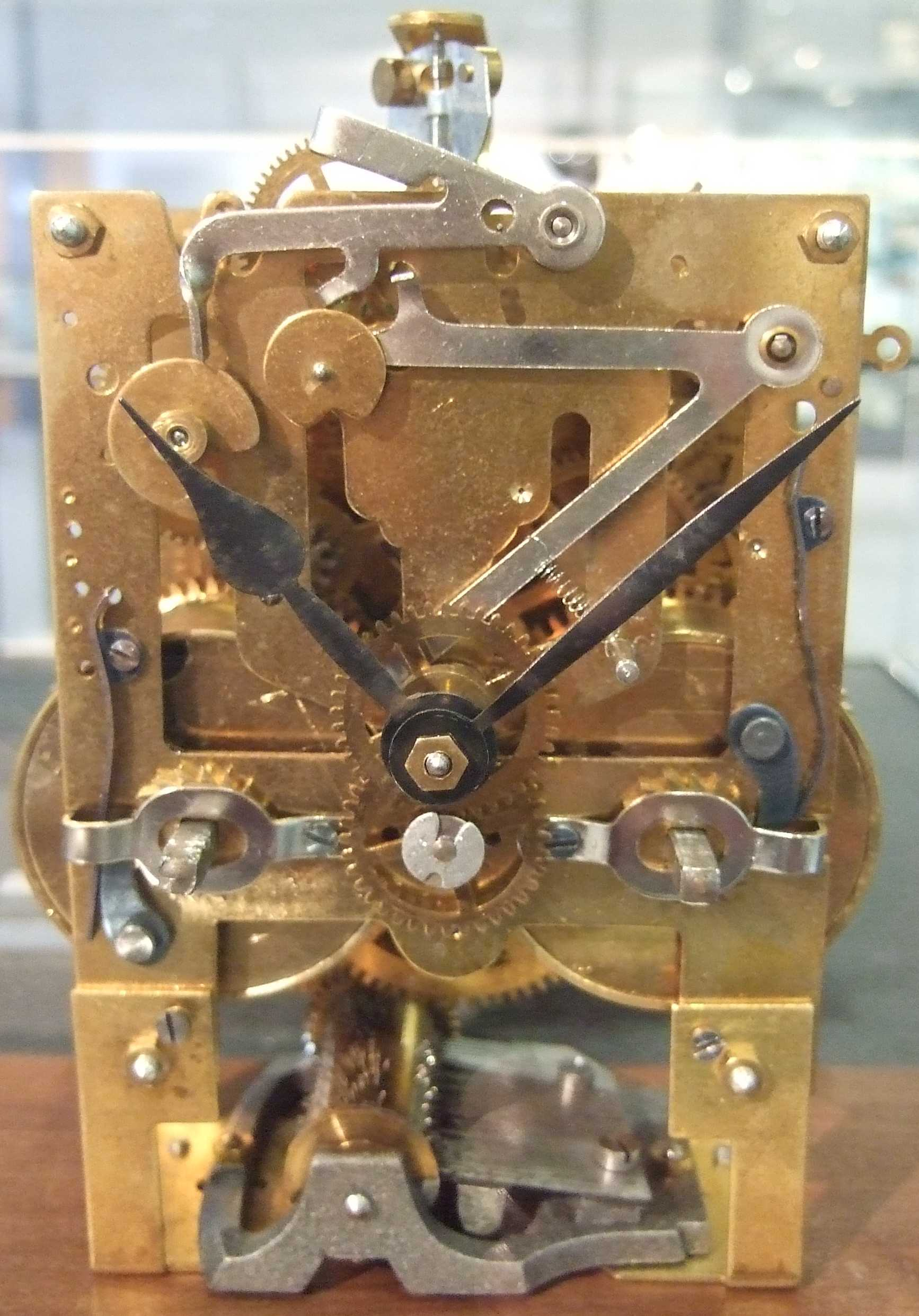
Spieldosenwerk

- Wesentlich für den Rundgong ist, dass der angeschlagene Tonstab in runder Form gebogen ist und in einem Massestück gelagert ist, welches über einen weiteren Stab in einem zweiten Massestück gelagert ist. Das zweite Massestück wird am Uhrengehäuse verschraubt. Durch die rund gebogene Ausführung des Tonstabes ist es möglich, sehr lange Tonstäbe auch in kleinen Uhrengehäusen unterzubringen. Dies wird oft dazu genutzt, um einen besonders tiefen und vollen Klang zu erreichen. Rundgongs erlauben eine sehr flache Bauweise des Uhrengehäuses. Es gibt nur wenige Fälle, in denen mehr als ein Rundgong in einer Uhr eingebaut ist, da die Anordnung mehrerer Rundgongs aufwendig ist. – Beispielvideo
- Der Stabgong besteht aus typischerweise 2, 3, 4 oder 8 geraden Stäben, die in einem Massestück gelagert sind, welches typischerweise direkt am Uhrengehäuse befestigt ist. Stabgongs können bei der Herstellung unterschiedlich gestimmt werden und so, dass der Stabgong sehr universell für unterschiedlichste Schläge Verwendung findet. – Beispielvideo
- Der Röhrengong wird über Röhren realisiert, die typischerweise mit Schnüren oder Fäden aufgehängt sind.
- Glocken werden entweder einzeln montiert oder ggf. mehrere davon mit Distanzstück übereinander. – Beispielvideo
- Für den bekannten Kuckucksruf werden zwei Pfeifen benötigt, die jeweils über einen eigenen Balg für die Erzeugung des Luftstromes verfügen. Der Balg wird typischerweise waagrecht oberhalb der Pfeife angebracht, die Pfeife senkrecht hinter dem Uhrwerk. Der Balg wird über einen Hebel langsam gehoben und nach der Auslösung des einzelnen Pfiffes über ein in den oberen und beweglichen Teil des Balges eingelegtes Massenstück schnell nach unten abgesenkt. Der entstehende Luftstrom erzeugt in der Pfeife den Ton. – Beispielvideo
- Die Pfeifen der Musikuhr haben einen gemeinsamen größeren Balg (im Beispielfoto in weißer Farbe), und das Werk steuert den Luftstrom zu den einzelnen Pfeifen.
- Die Tonfeder ist im Gegensatz zum Rundgong aus Draht (oft zwischen 1 mm und 2 mm) gebogen und mit einem Halter aus Blech am Uhrengehäuse befestigt. Die Tonfeder wird oft mit einem Hammer aus gebogenem Blech geschlagen. Dadurch ergibt sich ein im Vergleich zum Rundgong eher blecherner Ton . – Beispielvideo
- Von einem Mechanismus ähnlich einem Schlagwerk kann auch ein Spieldosenwerk angetrieben werden.

Der Ton wird mit Ausnahme der Pfeifen über den Anschlag eines Hammers erzeugt. Der Hammer muss auf den konkreten Einsatzzweck abgestimmt sein, wenn der erzeugte Klang besonderen Ansprüchen genügen soll. Der Vorgang des Hammerschlages ist bestimmt durch ein Anheben des Hammers, ein Herabfallen des Hammers und eine Begrenzung der Bewegung der Hammerwelle kurz vor dem Auftreffen des Hammers auf dem Tonstab des Gongs oder auf der Glocke. Wegen der fein abgestimmten Dynamik der Bewegung und der Elastizität der Drähte, die den Hammer halten, setzt das Massestück des Hammers die Bewegung noch ein wenig fort, obwohl die Welle bereits in ihrer Bewegung gestoppt wurde. Dies ergibt ein sanftes Auftreffen des Hammers auf dem Tonstab des Gongs oder auf der Glocke. Für Gongs ist üblicherweise am Hammerkopf weiches Leder oder weiches Kunststoffmaterial angebracht, um den Anschlag des Hammers auf dem Tonstab des Gongs noch sanfter zu gestalten.
Gemäß lässt sich der Klang der mit Hämmern angeschlagenen Klangkörper anpassen, indem:
- der Draht, der den Hammer bewegt, geringfügig gebogen wird, so dass der Hammer kräftiger oder sanfter auf den Stab, … trifft
- der Ledereinsatz des Hammers (typ. bei Stabgong und Rundgong) mit einer groben Feile aufgeraut wird, um einen weicheren Schlag zu erreichen oder
- der Ledereinsatz des Hammers (typ. bei Stabgong und Rundgong) mit einem erhitzten Metall härter gemacht wird, um einen harten Schlag zu erreichen oder
- ein sehr weiches kleines Wildlederstück auf die Aufschlagstelle des Hammers aufgeklebt wird.

## Klänge und Melodien
- Der Bim-Bam-Schlag ist bei Tisch- und Pendeluhren üblich. Drei bis fünf Hämmer schlagen auf genauso viele Tonstäbe, zur halben Stunde erklingt ein einzelner Doppelschlag (Bim-Bam), zur vollen Stunde so viele, wie die Stundenzahl beträgt. Große Standuhrwerke mit diesem Schlag dagegen bringen nicht selten bis zu acht Gongstäbe zum Klingen. Klangbeispiele (Video): (1), (2)
- Der Wiener Schlag ist bei Kirchenuhren sehr beliebt, findet aber auch in besseren Heimuhren Verwendung. Zur Viertelstunde ertönt ein einzelner Schlag, zur halben zwei, zur Dreiviertelstunde drei, zur vollen vier Schläge. In in der Regel tieferer Tonlage folgt die Zählung der verflossenen Stunden. Eine besondere Form/Ergänzung des Wiener Schlags gibt es bei der evangelischen Kirche St. Jakob in Niederstetten (Main-Tauber-Kreis, Baden-Württemberg), direkt am Marktplatz gelegen. Das Schlagwerk zählt – als Erweiterung des "Wiener Schlags" – am Ende mit einer dritten (der tiefsten) Glocke als Wiederholung die verflossenen vollen Stunden, so dass jemand, der die Stundenzahl beim ersten Mal nicht mitbekommen hat, hier eine zweite Chance erhält. Die Glocken sind der Reihenfolge nach wie folgt in E-Dur gestimmt: h1 (Viertelstundenschlag) – gis1 (Stundenschlag) – e1 (Wiederholung des Stundenschlags).
- Der Holländische Wechselschlag: Hier wird die halbe Stunde dadurch angezeigt, dass die nächste volle Stunde geschlagen wird, aber zur Unterscheidung auf eine andere, meist höher klingende Glocke. Beim Englischen Wechselschlag wird dagegen die vergangene volle Stunde auf eine andere Glocke geschlagen. Meist ist das Werk hierbei so konstruiert, dass der Schlagwerkshammer leicht zur Seite gekippt werden kann und dabei zwischen den Glocken wechselt.
- Der Bim-Bam-Bum-Schlag oder Dreiviertelschlag schlägt zum ersten Viertel ein „Bim“, zum zweiten Viertel ein „Bim-Bam“, zum dritten Viertel ein „Bim-Bam-Bum“ und zur vollen Stunde nur die Anzahl der Stunden, aber keine Viertelstunden.
- Der Westminster-Schlag ist auch als Big-Ben-Schlag bekannt: Hierbei werden für jede vollendete Viertelstunde vier Noten einer Melodie von insgesamt 20 Noten geschlagen. Die anschließende Zählung der Stunden wird auch hier in anderer Tonlage geschlagen. Der Westminster-Schlag ist bei Heimuhren am beliebtesten, kann aber auch als störend empfunden werden. Klangbeispiele (Video):
  - 15 Minuten,
  - 30 Minuten,
  - 45 Minuten,
  - 3 Uhr

Bei manchen Uhren kann zwischen mehreren Melodien umgeschaltet werden.
Gemäß werden neben den oben genannten Schlagwerksmelodien folgende genannt:
- „Parsifal-Glocken“-Schlag (Viertelstunde und Stundenschlag)
- „Ave-Maria“-Schlag (Viertelstundenschlag nur zur 1. bis 3. Viertelstunde. Zur vollen Stunde kein Viertelstundenschlag)
- „St. Michaels“-Schlag (Viertelstunde und Stundenschlag)
- „Whittington“-Schlag (englische oder amerikanische Fassung) (Viertelstunde und Stundenschlag)
- „Trinity“-Schlag (Original des Glockenspiels oder Schlagwerksausführung) (Viertelstunde und Stundenschlag)
- „Canterbury“-Schlag (Viertelstunde und Stundenschlag)
- „Notre Dame“-Schlag (Viertelstunde und Stundenschlag)
- „Elite-Carillon“-Schlag (Viertelstunde und Stundenschlag)
- „Kopenhagener Rathaus-Glockenspiel“-Schlag (Viertelstunde und Stundenschlag. „Wächtergesang“ um 6:00 und 12:00)
- „Potsdamer Gong“(nur volle Stunde; zur halben Stunde erklingt die Titelsequenz des Liedes "Üb' immer Treu und Redlichkeit")
- „Tessiner Gong“(halbe und volle Stunde)
- „Glasenschlag“(Glasenuhr)

Eine besonders seltene Variante ist der sogenannte "römische" Schlag, der auf römischen Zahlen basierend die vollen Stunden angibt: Für die Zahlen I, V und X werden unterschiedliche Glocken verwendet, vier Uhr (also IV) wird dann durch einen Schlag auf Glocke I und einen auf Glocke V dargestellt, zwölf Uhr (also XII) durch einen auf X und zwei auf I usw. Abgesehen von der komplizierten Mechanik ist diese Schlagfolge auch für den Hörer nur schwer nachzuvollziehen. Sie wurde nie allgemein verwendet.

## Schlagabschaltung
Bei einigen Uhren kann das Schlagwerk ganz, teilweise oder zu bestimmten Zeiten (zum Beispiel nachts) abgeschaltet werden. Dazu blockiert meist ein manuell bedienter Metallschieber das Schlagwerk. Bei anderen Varianten werden dagegen lediglich die Schlaghämmer mit Seilzügen von den Tonstäben ferngehalten. Zur Nachtabschaltung verhindert manchmal eine mechanische Zusatzeinrichtung die Auslösung des Schlagwerks oder manchmal die Durchführung des Schlages.

## Elektronischer Schlag
Die Elektronik hat auch bei Schlagwerken für Heimuhren längst Einzug gehalten. Dazu sind auf einem Chip Melodien und Stundenschläge in digitalisierter Form gespeichert, die zu gegebener Zeit über einen kleinen Lautsprecher abgespielt werden. Auch elektronische Armbanduhren geben oft ein akustisches Zeitsignal zur vollen Stunde.